# Just like Fire
Just like Fire è un singolo della cantante statunitense Pink, pubblicato il 15 aprile 2016 come estratto dalla colonna sonora del film Alice attraverso lo specchio.

## Descrizione
La canzone è stata scritta dalla stessa Pink in collaborazione con Max Martin, Shellback e Oscar Holter, i quali hanno curato anche la produzione. Essa presenta sonorità pop, rock e hip hop, mostrando un nuovo stile canoro della cantante che a tratti sperimenta anche il rap.
Per scriverla, racconta la cantante in un'intervista alla rivista People, si è ispirata alla figlia Willow e rappresenta inoltre la prima traccia scritta dall'artista per un film.

## Video musicale
Il video è stato diretto da Dave Meyers e pubblicato il 9 maggio 2016 sul canale Vevo della cantante. In esso, compare la stessa Pink con il marito Carey Hart e la loro figlia Willow.
Il video mostra Pink condurre una vita normale ma, ad un certo punto, attraversa uno specchio e finisce nel Paese delle Meraviglie. A questo punto lei si ritrova sopra una gigantesca scacchiera dove due regine, una bianca e una nera, lottano. I personaggi così si radunano attorno a lei e la regina bianca la spinge, facendola finire dal Cappellaio Matto insieme alla figlia . Successivamente la cantante, letteralmente, cade dalle nuvole e presto si scopre che lei non è altro che una pazza che si sta immaginando tutto e viene rinchiusa dal marito in un manicomio.

## Tracce
1. Just like Fire – 3:35 (Alecia Moore, Max Martin, Karl Johan Schuster, Oscar Holter)

## Classifiche

### Classifiche settimanali
| Classifica (2016) | Posizione massima |
| ----------------- | ----------------- |
| Australia         | 1                 |
| Austria           | 16                |
| Belgio (Fiandre)  | 37                |
| Canada            | 11                |
| Cile              | 62                |
| Francia           | 37                |
| Germania          | 21                |
| Italia            | 86                |
| Nuova Zelanda     | 11                |
| Paesi Bassi       | 57                |
| Russia            | 11                |
| Stati Uniti       | 10                |
| Svezia            | 85                |
| Svizzera          | 33                |
| Ucraina           | 2                 |

### Classifiche di fine anno
| Classifica (2016) | Posizione |
| ----------------- | --------- |
| Islanda           | 6         |